# Culture de la Slovénie
 (janvier 2024).

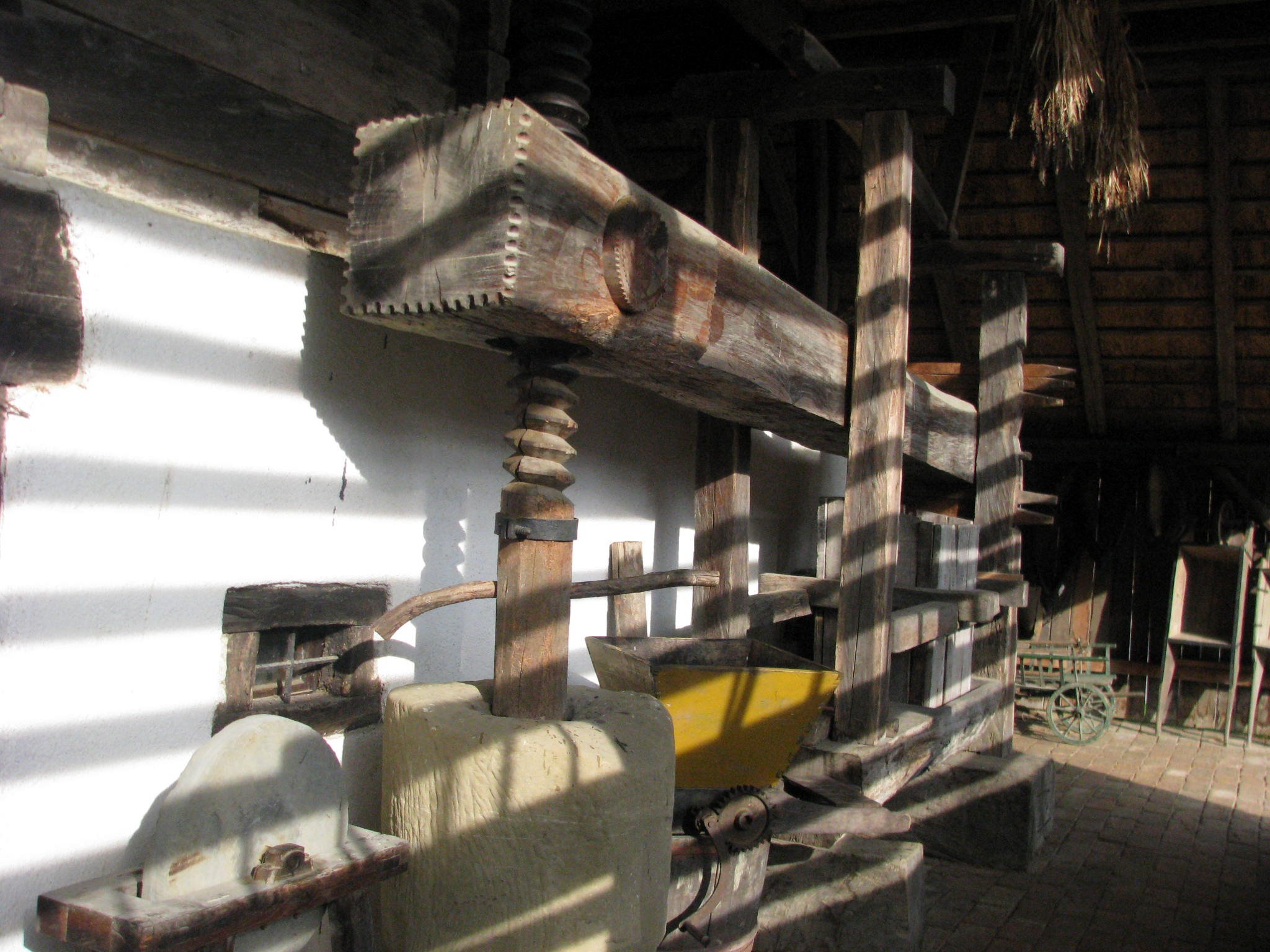
Vue du plus grand musée à ciel ouvert de Slovénie. Situé à Rogatec, il témoigne de la vie des habitants de la région du XIXe siècle et au début du XXe siècle. En 1999, le gouvernement en a fait un site culturel d'importance nationale.

Carte culturelle de la Slovénie selon World Values Survey.

La culture de la Slovénie, pays de l'Europe centrale, désigne d'abord les pratiques culturelles observables de ses habitants (2 100 000, estimation 2018) (1 million vers 1850, 2 vers 2005).
La culture slovène prend une place importante dans le pays, notamment parce que les Slovènes ont compensé du côté de la culture le manque d'institutions politiques durant leur soumission à la monarchie des Habsbourg, ce qui a renforcé chez eux le sentiment de nation.
L'indépendance du pays, en 1991, a également favorisé l'accroissement de la fierté des Slovènes à l'égard de leur culture. De plus, celle-ci n'est pas uniquement transmise dans les grandes villes slovènes, mais à chaque coin du pays.

## Langues, peuples, cultures

### Langues
- Langues en Slovénie, Langues de Slovénie
- Slovène, Langue slovène (rubriques)
  - Prekmure (80 000)
- Langues minoritaires
  - Vénitien, Italian language in Slovenia (en)
  - Hongrois (région de Prekmurje)
  - Serbe (40 000), Croate, Serbo-croate (BCMS), herzégovinien oriental
  - Macédonien
  - Albanais
  - Romani vlax (0;2 %) (Romani)
  - Allemand (0,1 % en 2010), Gottscheerish, proche de l'allemand bavarois (Kočevje)
  - Tchèque, Slovaque
- Langues étrangères étudiées : anglais, allemand, français, italien, espagnol, russe
- Langue des signes yougoslave
- Langues slaves, Slavistique

La langue officielle de la Slovénie est le slovène. Le premier document écrit en slovène remonte au XIe siècle mais le premier livre fut imprimé en 1550, soit 110 ans après l'invention de l'imprimerie par Gutenberg : Il s'agissait d'un catéchisme, un manuel qui permet d'enseigner la religion catholique.
Le slovène est très proche de la langue de ses pays voisins qui sont le serbe et le croate. Sa grammaire est particulièrement compliquée avec beaucoup de cas grammaticaux, de genres et de temps différents. De plus, elle a une particularité, comme les autres langues européennes modernes, et que n'a pas le français par exemple, en plus du singulier et du pluriel, le slovène utilise un troisième nombre grammatical, le duel. Pour désigner deux personnes, deux objets, deux animaux ou autres duos, le slovène utilise le duel, et le pluriel à partir de trois éléments. Le duel est présent dans d'autres langues vivantes comme l'arabe ou dans des langues mortes comme le grec ancien.

### Peuples
- Démographie de la Slovénie
- Groupes ethniques en Slovénie (en 2002)
  - Slovènes (1 631 000)
  - Croats of Slovenia (en) (35 600)
  - Serbes, Diaspora serbe en Slovénie (38 964)
  - Bosniaks of Slovenia (en) (32 009)
  - Hongrois de Slovénie (6 243)
  - Albanais de Slovénie (6 186)
  - Macédoniens de Slovénie (3 972)
  - Roms (3 246), dont Kerinov Grm (en) (134)
  - Montenegrins of Slovenia (en) (2 667)
  - Italiens (2 258)
  - Autres (201 486)
    - Bulgares (<3000)
    - Russes (<2000)
    - Ukrainiens (<2000)
    - Juifs de Slovénie (130), Histoire des Juifs en Slovénie
- Yougoslaves (1918-1992)
- Effacés de Slovénie
- Diaspora slovène (en)

## Traditions Ptuj

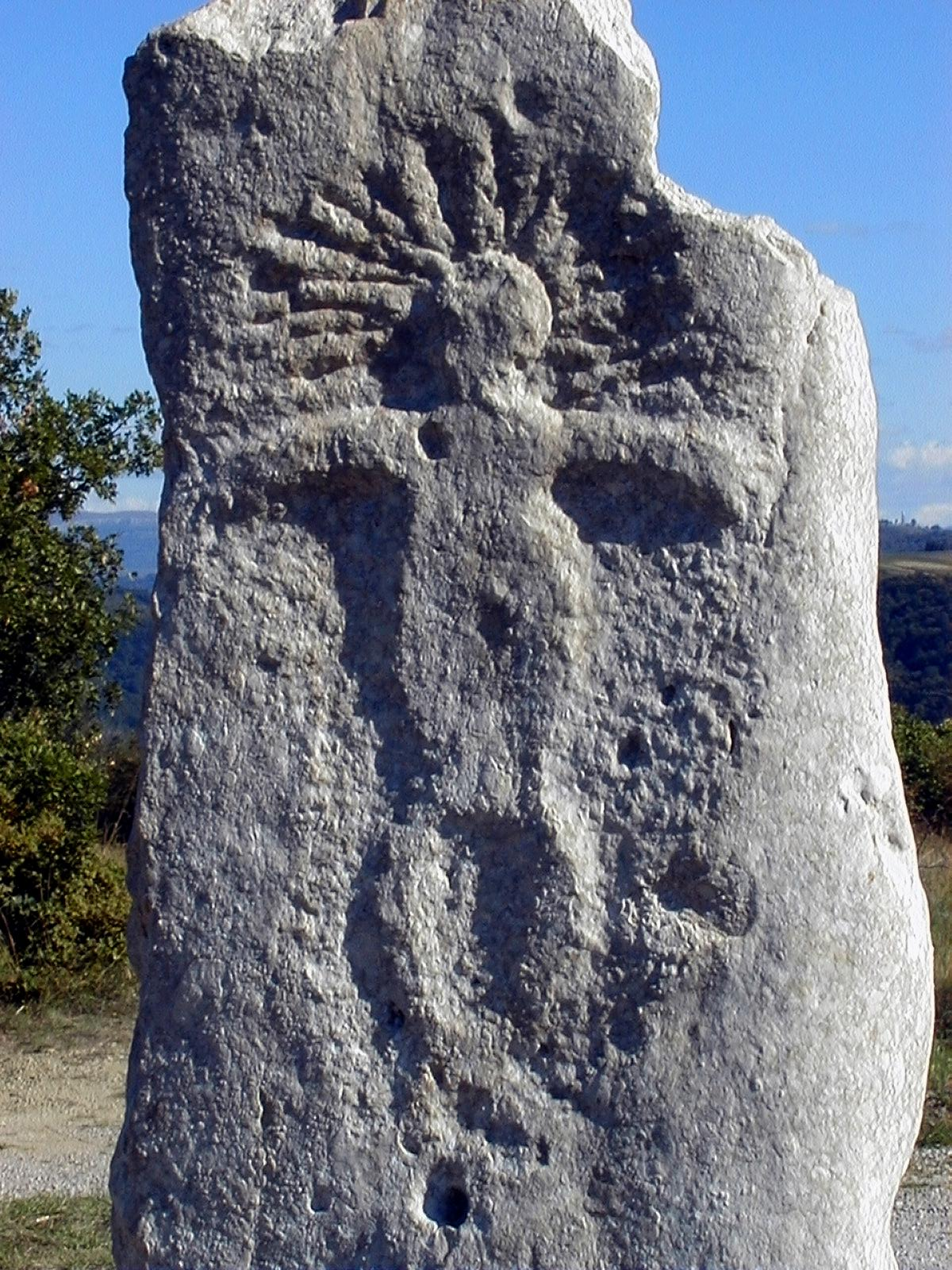
Pierre de (Slovénie),

### Religion(s)
- Religion en Slovénie, Religion en Slovénie (rubriques)
  - Christianisme en Slovénie, Du christianisme en Slovénie
    - Catholicisme, Église catholique en Slovénie (1 195 000, 57,8 %)
    - Christianisme orthodoxe (2,3 %), Église orthodoxe
    - Protestantisme (1 %) : luthéranisme, évangélisme…

  - Islam en Slovénie (48 266, 2,4 % en 2014)
  - Judaïsme : Histoire des Juifs en Slovénie
  - Congrès européen des religions ethniques
  - Bouddhisme en Slovénie (> 1000)
  - Hindouisme en Slovénie (en) (500)
- Croyants sans appartenance confessionnelle (3,5 %)
- Irréligion (10 %), agnosticisme, athéisme
- Sans réponse (22,8 %)
- Liberté de religion en Slovénie (en)

### Symboles
- Armoiries de la Slovénie, Drapeau de la Slovénie
- Zdravljica, hymne national de la Slovénie

### Folklore et Mythologie
- De la mythologie slave
- Personnages de la mythologie slave
  - Zlatorog

### Pratiques
- Klopotec
- Kozolec

### Fêtes
- Fêtes et jours fériés en Slovénie (en)
- Festivals of Slovenia (en)
- Frankfurt po Frankfurtu (en)
- Lent Festival (en)
- The Naked Stage (en)
- Slovene book fair (en)
- Vilenica International Literary Festival (en)
- Manifesta
- Biennial of Graphic Arts (Ljubljana)

## Société
- Slovènes
- Listes de Slovènes par profession
- List of Slovenes (en)
- Société slovène
- International rankings of Slovenia (en)

### Étiquette
- Costumes nationaux de Slovénie
- Histoire culturelle de la Slovénie (en)

### Famille
- Naissance en Slovénie
- Jeunesse en Slovénie
- Mariage, union,partenariat en Slovénie
- Genre en Slovénie
- Des LGBT en Slovénie
- Sexualité en Slovénie
- Vieillesse en Slovénie
- Mort en Slovénie
- Funérailles en Slovénie
- Violence familiale en Slovénie

### Noms
- Nom personnel, Nom de famille, Prénom, Postnom, Changement de nom
- Patronymes slovènes[4]
- Prénoms slovènes sur Wictionary[5]
- Prénoms slovènes

### Éducation
- Éducation en Slovénie, De l'éducation en Slovénie
- Maturité (certificat) (Matura), Academic grading in Slovenia (en)
- List of universities in Slovenia (en)
- Science en Slovénie, De la science en Slovénie
- Liste des pays par taux d'alphabétisation
- Liste des pays par IDH

### Droit
- Criminalité en Slovénie (en)
- Droits de l'homme en Slovénie
- Rapport Slovénie 2016-2017 d'Amnesty International

### État
- Histoire de la Slovénie, Politique en Slovénie
- List of massacres in Slovenia (en), List of massacres in Yugoslavia (en)
- Liste des guerres de la Slovénie
- Nationalisme slovène

## Arts de la table

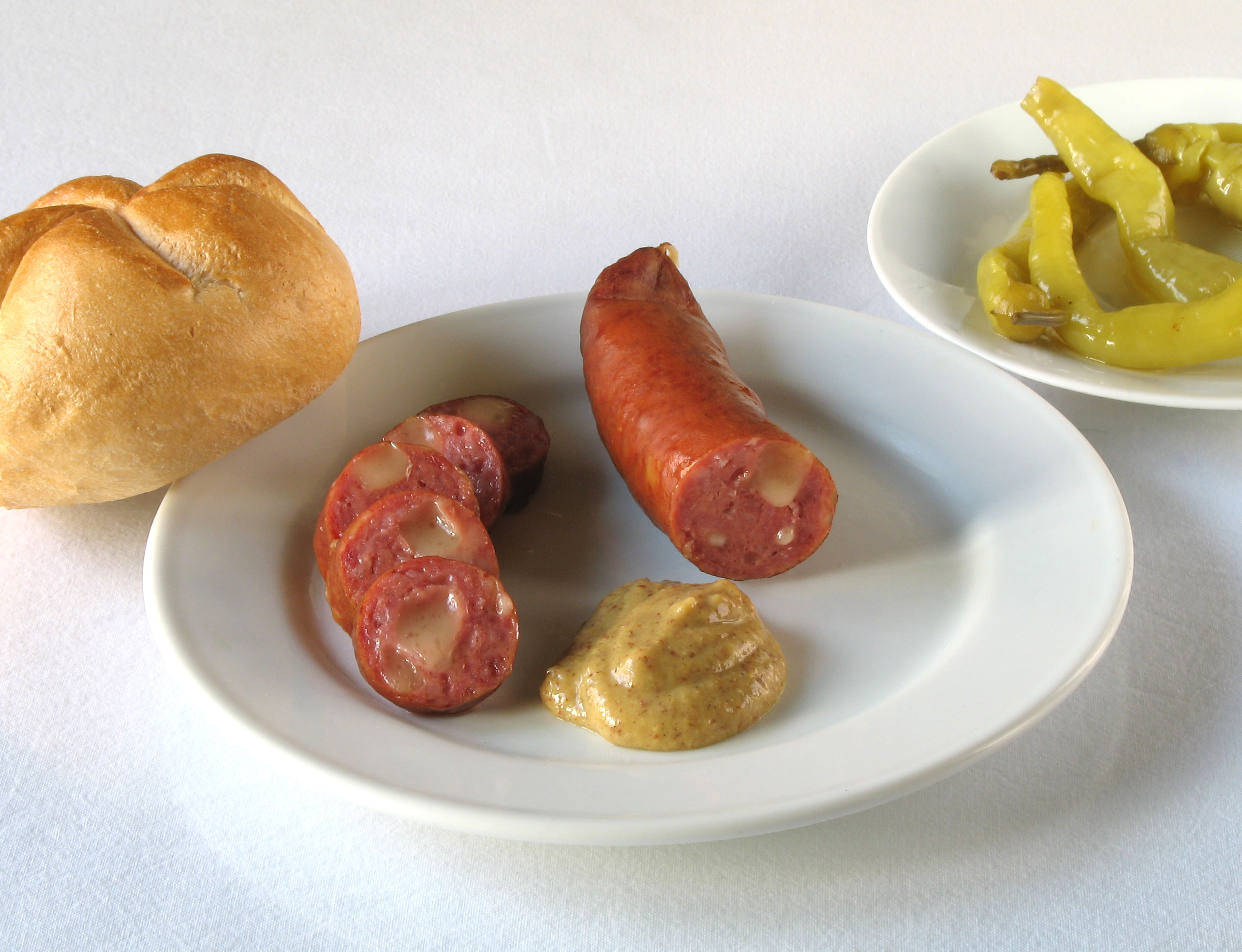
Le Käsekrainern, un plat d'origine autrichienne composé de klobasa

### Cuisine(s)
- Cuisine slovène, Cuisine slovène (rubriques)
- Cuisine slovène
- Desserts slovènes
- Cuisine des Balkans, Cuisine méditerranéenne
- Krainer Wurst (de)
- Jota

La cuisine slovène est traditionnellement à base de poisson et a été fortement influencée par ses pays voisins. En effet, elle tient de l'Autriche, le zavitek, un strudel qui est une pâtisserie aux fruits (pomme, cerise), au fromage ou aux légumes (épinard, pavot, etc). Elle tient aussi de ce pays d'autres spécialités comme les klobasa, qui sont des saucisses originaires de Pologne (qui ont donné lieu au Käsekrainern autrichien) et le dunajski zrezek, une escalope viennoise.
Elle tient d'un autre pays voisin, l'Italie, le njoki, des boulettes de pommes de terre ; le risotto et les zlikrofi, qui sont une sorte de raviolis.
Enfin, elle tient du dernier pays voisin, la Hongrie, le goulasch et le paprikas, un ragoût de poulet ou de bœuf.
La Slovénie, étant un pays des Balkans, a une autre spécialité : le börek, une pâtisserie salée fourrée au fromage, aux épinards, à la viande hachée et parfois aux pommes de terre.
Le Belokranjska povitica est une autre spécialité du pays.

### Boisson(s)
- Viticulture en Slovénie : Portugais bleu, Blaufränkisch, Bouvier (cépage)
- Boissons en Slovénie
- Cockta, boisson ressemblant au cola, à base de plants dont l'églantine
- Boissons distillées : Brinjevec, Gorki list (en), Pelinkovac (en), Rakia, Slivovitz, Tropinovec (en)

## Santé
- Santé, Santé publique, Protection sociale
- Santé en Slovénie (rubriques),
- Santé en Slovénie (en)
- Liste des pays par taux de tabagisme
- Liste des pays par taux de natalité
- Liste des pays par taux de suicide

### Sports
- Sport en Slovénie
- Sports en Slovénie
- Sportifs slovènes
- Sportives slovènes
- Slovénie aux Jeux olympiques
- Slovénie aux Jeux paralympiques

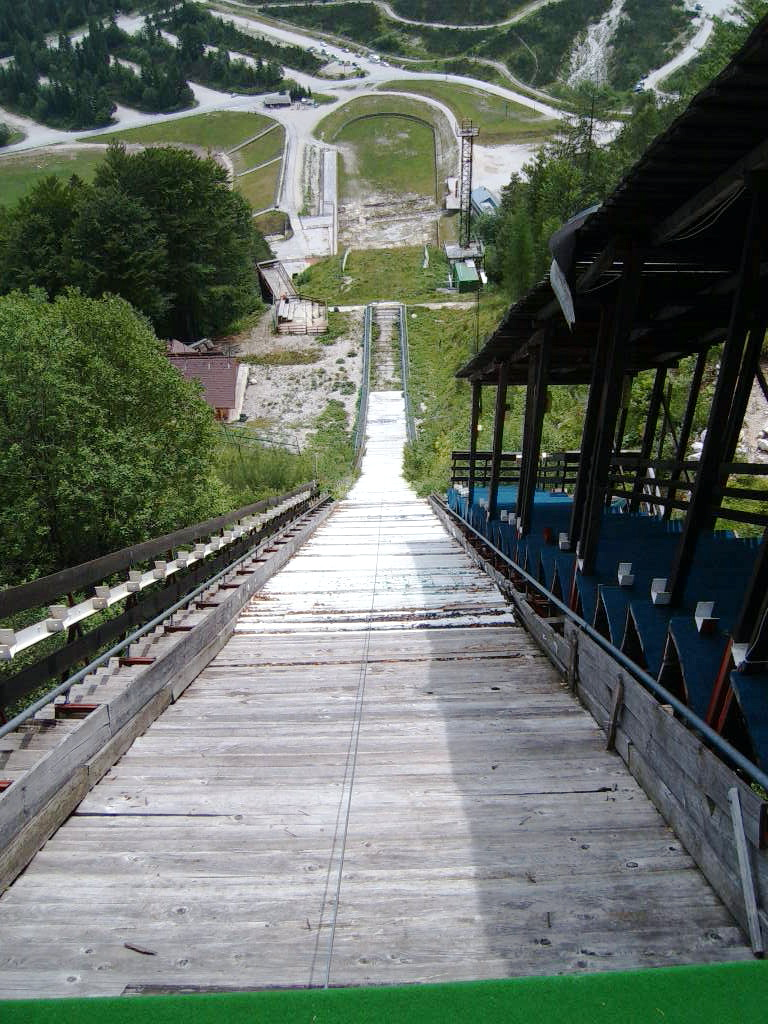
Le tremplin de Planica, le plus haut tremplin de vol à ski du monde.

Du fait de ses montagnes, le ski est l'un des principaux sports pratiqués en Slovénie, en particulier le saut à ski. Le pays est d'ailleurs doté de bons équipements pour ce sport, et sont même utilisés pour les Coupe du Monde. La vallée alpine de Planica a donné son nom au tremplin de Planica qui s'y situe, connu pour être le plus haut tremplin de vol à ski du monde et est utilisé lors des compétitions internationales. Ayant tous les deux le même règlement, le vol à ski se diffère du saut à ski par l'utilisation de tremplins qui permettent aux sportifs de faire des distances de sauts bien plus importantes. C'est sur ce tremplin que fut enregistré le record du monde de distance le 20 mars 2005 par le sauteur norvégien Bjørn Einar Romøren qui sauta à une distance de 239 mètres.
Malgré l'absence de grand stade, le football reste un sport important pour le pays. L'équipe nationale s'est en effet qualifiée durant la Coupe du monde de football de 2002 et à l'Euro 2000.
La Slovénie comporte également quelques athlètes qui ont participé à des événements sportifs internationaux comme les Jeux olympiques, notamment l'édition de 1996 où une athlète féminine, Brigita Bukovec, a remporté une médaille en argent aux 100 m haies.

### Arts martiaux
- Arts martiaux en Slovénie

### Autres
- Jeux d'argent
  - Interblock
- Concours de beauté
  - Miss Slovénie, Miss Earth Slovenia (en), Miss Universe Slovenia (en)

## Média
- Média en Slovénie (en)
- Journalistes slovènes
- Télécommunications en Slovénie (en)
- Liberté de parole et d'opinion en Slovénie

### Presse écrite
- De la presse écrite en Slovénie
- Liste de journaux en Slovénie
- Liste de magazines en Slovénie (en)

Depuis l'indépendance, les journaux se sont multipliés, désormais plus de 700, dont le principal quotidien est Delo.
En 2007, la Slovénie était classée 21e, à égalité avec le Costa Rica et devant la France (31e) selon le classement mondial de la liberté de la presse établi par Reporters sans frontières.

### Radio
- De la radio en Slovénie
- Liste de stations de radio en Slovénie
- Association of Radio Amateurs of Slovenia (en)

La Slovénie héberge 81 chaînes de radio, dont 8 publiques, qui appartiennent au groupe RTV Slovenija, financé par l'État, et 73 privées.

### Télévision
- De la télévision en Slovénie
- Television in Slovenia (en)

### Internet (.si)
- Internet en Slovénie
- Sites web par pays
- Blogueurs par pays
- Press Reader[9] (Bulac/Inalco)

## Littérature
- Littérature slovène
- De la littérature slovène
- Écrivains slovènes
- List of Slovene writers and poets in Hungary (en)
- List of Prekmurje Slovene literature (en)
- List of Slovene novels (en)
- Écrivains yougoslaves (voir la version anglophone)

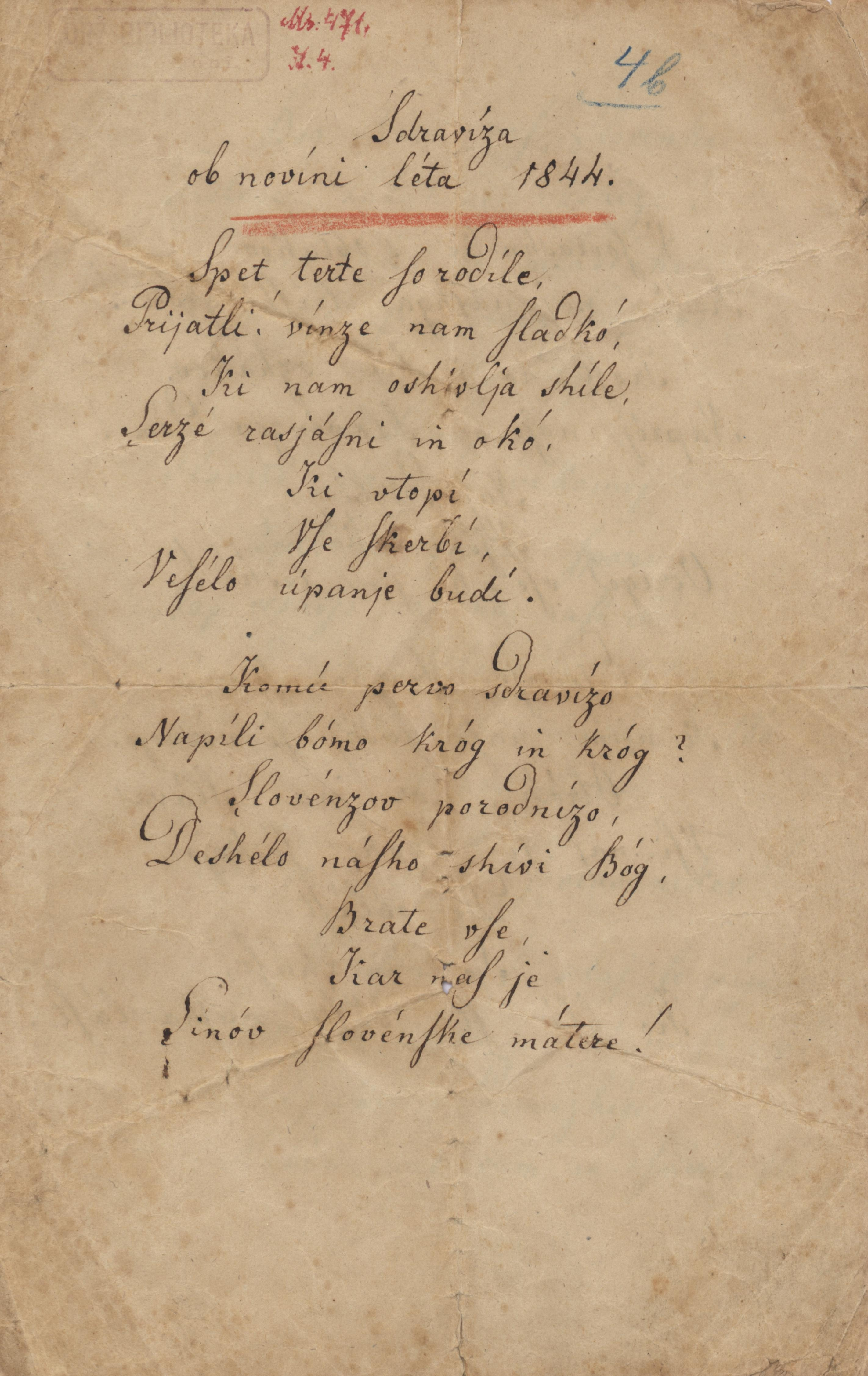
Le manuscrit d'origine de Zdravljica, écrit par France Prešeren en 1844 dans un ancien alphabet utilisé durant les années 1550-1850

Le développement de la littérature slovène a commencé au XVIe siècle sous l'influence des écrivains de la réforme protestante qui fut importante au sein du pays, la Slovénie étant un pays majoritairement catholique. En 1584, la Bible fut traduite en slovène par Jurij Dalmatin.
L'un des auteurs le plus connu est le poète France Prešeren qui a écrit le poème Zdravljica, tellement apprécié par les Slovènes qu'ils en choisirent la septième strophe (« paragraphe » d'un poème) en guise d'hymne national.
Parmi les autres auteurs slovènes importants, on peut aussi citer Ivan Cankar au XIXe siècle, également homme politique partisan de l'émancipation nationale des Slovènes.

### Littérature contemporaine
- Boris Pahor (1913-)
- Florjan Lipuš (1937-)
- Drago Jančar (1948-)
- Brina Svit (1954-)

## Artisanat
- Artisanat d'art,
- Catégorie:Artisanat par pays,
- Arts appliqués, Arts décoratifs, Arts mineurs

### Textiles, cuir, papier
- Textiles
- Costumes traditionnels
- Vêtements slovènes
- Designers slovènes de la mode

## Arts visuels
- Arts visuels, Arts plastiques
- Art slovène (en)
- De l'art en Slovénie
- Écoles d'art en Slovénie
- Artistes slovènes
- Artistes contemporains slovènes
- Musées d'art en Slovénie
- Liste de musées en Slovénie
- Académie slovène des sciences et des arts
- Centres artistiques en Slovénie
- Neue Slowenische Kunst (NSK), (1984)

### Dessin
- De la gravure par pays
- Bande dessinée en Slovénie
- Design slovène

### Peinture
- De la peinture en Slovénie
- Peintres slovènes
- IRVIN (1984)

### Sculpture
- De la sculpture en Slovénie
- Sculpteurs slovènes
- Sculptures en Slovénie
- Sculptures slovènes

### Architecture
- Architecture en Slovénie
- De l'architecture en Slovénie
- Architectes slovènes

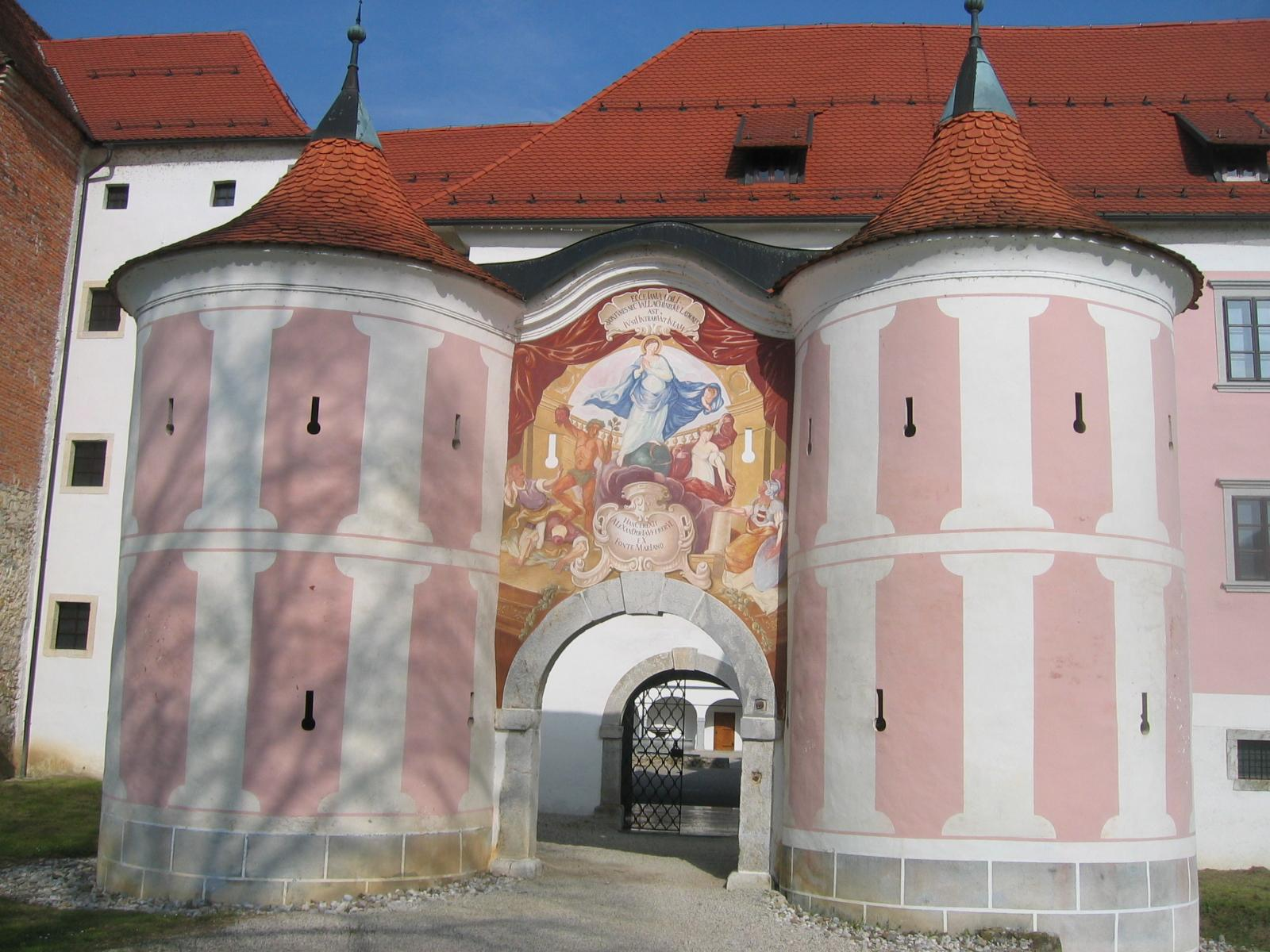
Un exemple d'architecture gothique : le monastère de Kostanjevica na Krki

- Liste du patrimoine mondial en Slovénie

La Slovénie possède un patrimoine assez riche, composé d'églises, de monastères et de châteaux d'architecture romane.
Les premières traces de ce patrimoine remontent au XIVe siècle av. J.-C. et s'étendent jusqu'à la fin du XIIIe siècle av. J.-C., révélant une évolution pendant l'âge du bronze (du bronze moyen au bronze final). En effet, pendant la période du bronze moyen, on enterrait les morts sous une sorte de butte de terre et de pierres que l'on appelle tumulus ; alors que pendant le bronze final, la pratique a changé et a laissé place à la « civilisation des champs d'urnes », caractérisée par le fait que l'on enterrait les urnes contenant les cendres des morts (après incinération), ainsi que des offrandes dans des sortes de cimetières que l'on appelle nécropoles.
Des fouilles archéologiques ont révélé l'existence de maisons en bois en partie détruites, datant du VIIe siècle au IXe siècle. Cependant, ce qui caractérise surtout la Slovénie, ce sont ses églises marginales (solitaires) au sommet des collines.
La fin du Xe siècle voit l'apparition de l'architecture romane avec ses murs épais, ses arcs en plein cintre (en demi-cercle), ses jetées résistantes, ses larges tours et ses arcades de décoration.
Mais depuis le XIIIe siècle, l'architecture romane a fait place à l'architecture gothique avec ses arcs-boutants et ses croisées d'ogives, deux éléments typiques de ce type d'architecture. La région de la Basse-Styrie, au nord-est de la Slovénie, est la plus représentative de l'art gothique en Europe centrale.
Du XVe siècle au début du XVIIe siècle, l'Europe est influencée par l'architecture Renaissance qui cherche à revenir et renouveler l'architecture romaine et l'architecture de la Grèce antique. Cependant, en Slovénie, le développement de ce type d'architecture est assez ralenti à cause des problèmes que rencontre le pays à ce moment (conflits religieux, soulèvement des paysans, invasion des Ottomans sur le territoire et épidémies). De ce fait, les changements se limiteront aux voûtes des églises, à l'éclairage et à la construction de cours arcadées.
La région côtière de la Slovénie, qui se situe au sud-ouest du pays, est principalement influencée par l'architecture italienne, notamment dans la construction de châteaux. D'ailleurs, vers la fin du XVIe siècle et le début du XVIIe siècle, le gouvernement autrichien qui contrôlait le pays à cette époque, appela les ingénieurs italiens pour construire des forteresses dans plusieurs villes slovènes (dont Brežice, Krumperk et Hrastovec).
L'influence italienne continua d'exister tout au XVIIe siècle, avec l'architecture baroque romaine et vénitienne ; mais aussi au XVIIIe siècle avec la construction de monuments importants, comme la cathédrale de Ljubljana, conçue par l'architecte italien Andrea Pozzo en 1701 ; la cathédrale de Koper ou encore l'église franciscaine de Ptuj.
Depuis le tremblement de terre qu'elle a connu en 1895, Ljubljana, la capitale est très inspirée par l'Art nouveau qui a conquis la fin du XIXe siècle et le début du XXe siècle surtout à travers l'Europe mais qui a eu quelques répercussions aux États-Unis. Durant la reconstruction de la ville, les artistes se sont inspirés de Vienne, également touchée par ce mouvement, pour construire de nombreux monuments (comme le Pont aux dragons) et bâtiments. Ce mouvement ne s'est développé qu'à Ljubljana bien que certaines villes de la petite côte du pays ont été influencées par la ville proche italienne, Trieste.
L'aspect actuel de la capitale est aussi dû au travail de l'architecte Jože Plečnik, qui est à l'origine de nombreuses rénovations (au niveau des nombreux ponts de la ville par exemple) et d'aménagements, notamment des obélisques, des colonnes, des pyramides. Il a aussi construit la Bibliothèque nationale et universitaire. Il a vécu principalement au XIXe siècle ; son travail a été oublié dans les années 1960 et les années 1970 avant de revenir dans les années 80 et années 90.

### Photographie
- Photographes slovènes

### Graphisme
- Graphistes slovènes

## Arts du spectacle
- Spectacle vivant, Performance, Art sonore
- Arts de la performance en Slovénie (en)
- Vilenica Cave (en)

### Musique(s)
- Musique slovène
- De la musique slovène
- Musiciens slovènes

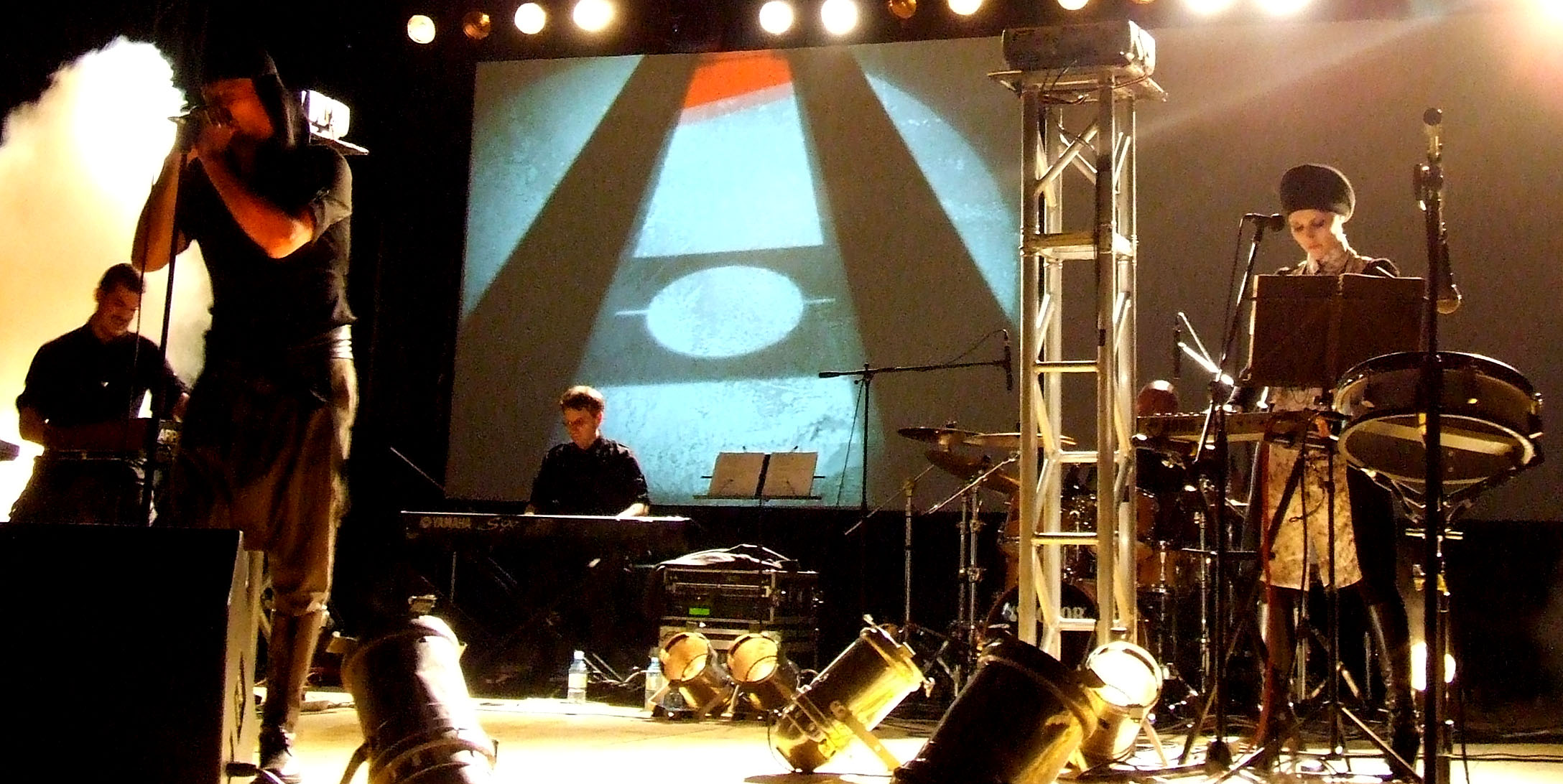
Le groupe Laibach en concert dans la ville slovène de Celje

- Chanteurs slovènes, Chanteuses slovènes
- Carmina Slovenica
- Musiques des Balkans
- Musiques de l'Europe du sud-est
- Musique populaire contemporaine (en)
- Musique populaire (folklorique) (en)
- Chœurs slovènes
- Opéra de Ljubljana
- Rock slovène, Siddharta (groupe)
- Musique yougoslave (1929-2003)
- Nouvelle vague musicale yougoslave
- Musique électronique : Laibach (groupe), 300.000 V.K.
- Groupes de musique slovène

La musique classique a permis à certains compositeurs comme Jacobus Gallus de s'illustrer et au XIXe siècle, elle a permis d'exprimer le sentiment national slovène, le pays étant encore sous la domination de l'empire autrichien à cette époque.
Durant le concours de le Concours Eurovision de la chanson de 2002, la sélection du groupe Sestre (Les sœurs), composé de drag queens, c'est-à-dire d'hommes s'habillant en femmes, le plus souvent de façon exagérée pour amuser, a provoqué une certaine homophobie. Cependant, le groupe s'est remarquée par de bonnes performances, ce qui a permis de lancer des débats sur l'intolérance et les discriminations en Slovénie et donc, de briser un tabou.
Bien que le rock industriel ait été popularisé à travers tout le monde, il a surtout connu une popularité en Slovénie dans les années 1980 grâce au groupe Laibach, le nom allemand de la capitale Ljubljana.

### Danse(s)
- Danse en Slovénie
- De la danse en Slovénie
- De la danse par pays
- Liste de danses
- Danses slovènes
- Danseurs slovènes
- Danseuses slovènes
- Chorégraphes slovènes : Edward Clug (en) (1973-), Pino Mlakar (en)
- Liste de compagnies de danse et de ballet,
- Liste de chorégraphes contemporains
- Compagnies de danse contemporaine
- Patinage artistique en Slovénie
- Hip-hop slovène

### Théâtre
- Théâtre en Slovénie, Théâtre slovène (rubriques)
- Du théâtre slovène
- Dramaturges slovènes
- Metteurs en scène slovènes
- Opéras slovènes
- Théâtres à Ljubljana : SNG Drama Ljubljana, ŠKUC Theatre (en), Slovenian Youth Theatre (en)
- Théâtres à Maribor : Théâtre national slovène de Maribor, Slava Klavora Theatre (en)
- Punch Festival (en)
- IGLU Theatre (en)
- Impro League (en)
- The Naked Stage (en)
- Narobov (en)

### Autres scènes: marionnettes, mime, pantomime, prestidigitation
Les arts mineurs de scène, arts de la rue, arts forains, cirque, théâtre de rue, spectacles de rue, arts pluridisciplinaires, performances manquent encore de documentation pour le pays …
Pour le domaine de la marionnette, la référence est : Arts de la marionnette en Slovénie, sur le site de l'Union internationale de la marionnette UNIMA).
- Marionnettistes slovènes (en)
- Musée de la marionnette, Ljubljana, 2015[14]

### Cinéma
- Cinéma slovène, Cinéma slovène (rubriques)
- Académie de théâtre, radio, cinéma et télévision (Ljubljana)
- Réalisateurs slovènes
  - Jan Cvitkovič
  - Olmo Omerzu
- Scénaristes slovènes
- Catégorie:Acteur slovène, Actrices slovènes
- Films slovènes, Liste de films slovènes (en), Liste slovène de films slovènes (sl)
- Cinéma d'animation : Andrea Bresciani (en), Zvonko Čoh (en), Miki Muster (en)
- Cinéma yougoslave (1945-1992), Liste de films yougoslaves (en)
- Festivals de cinéma
  - ENIMATION Little Elephant - International Children and Youth Film Festival
  - Filofest (en)
  - Grossmann film and wine festival (en)
  - Ljubljana International Film Festival (en)

Depuis son indépendance de la Yougoslavie, le cinéma slovène est particulièrement actif. On peut par exemple citer le film No Man's Land en 2001, tourné en Slovénie coproduit avec plusieurs pays européens, qui traite des guerres qui ont ravagé le pays dans les années 1990 dont la guerre de Bosnie-Herzégovine (1992-1995). Ce film a été récompensé par le prix du meilleur scénario durant le Festival de Cannes de 2001 mais aussi par l'Oscar du meilleur film étranger en 2002 et le César de la meilleure première œuvre de fiction la même année.
Les films étrangers diffusés dans les cinémas et à la télévision slovènes ne sont pas doublés mais sous-titrés en slovène.

### Autres
- Vidéo, Jeux vidéo, Art numérique, Art interactif
- Culture alternative, Culture underground
- Jeux vidéo développés en Slovénie
- Kibla
- SCCA-Ljubljana (en)

## Tourisme
- Tourisme en Slovénie (en), Tourisme en Estonie (rubriques)
- Sur WikiVoyage
- Conseils aux voyageurs pour la Slovénie :
  - France Diplomatie.gouv.fr
  - Canada international.gc.ca
  - CG Suisse eda.admin.ch
  - USA US travel.state.gov

## Patrimoine
- Liste des châteaux en Slovénie

### Musées
- Liste de musées en Slovénie

### Liste du Patrimoine mondial
Le programme Patrimoine mondial (UNESCO, 1971) a inscrit dans sa liste du Patrimoine mondial (au 12/01/2016) : Liste du patrimoine mondial en Slovénie.

### Liste représentative du patrimoine culturel immatériel de l’humanité
Le programme Patrimoine culturel immatériel (UNESCO, 2003) a inscrit dans sa liste représentative du patrimoine culturel immatériel de l’humanité
- 2018 : la dentellerie aux fuseaux en Slovénie[15],
- 2018 : l'art de la construction en pierre sèche : savoir-faire et techniques[16](Croatie, Chypre, France, Grèce, Italie, Slovénie, Espagne et Suisse),
- 2017 : la tournée de maison en maison des Kurenti[17],
- 2016 : la représentation de la Passion à Škofja Loka[18]...

### Registre international Mémoire du monde
Le programme Mémoire du monde (UNESCO, 1992) a inscrit dans son registre international Mémoire du monde (au 10/01/2016) :
- 2007 : Codex Suprasliensis – Mineia četia, Mart (Le Codex de Suprasl - Ménologe Mars), manuscrits en vieux-slave, Bibliothèque nationale et universitaire de Ljubljana (conjointement avec la Russie et la Pologne)[19]